# Крістін Труман
Крістін Труман (англ. Christine Truman; нар. 16 лютого 1941) — колишня британська тенісистка.
Найвищу одиночну позицію світового рейтингу — 2 місце досягла 1959 року.
Перемагала на турнірах Великого шолома в одиночному розряді.

## Фінали турнірів Великого шлему

### Одиночний розряд: 3 (1–2)
| Результат | Рік  | Турнір               | Покриття | Суперниця        | Рахунок       |
| --------- | ---- | -------------------- | -------- | ---------------- | ------------- |
| Перемога  | 1959 | Чемпіонат Франції    | Ґрунт    | Жужі Кермеці     | 6–4, 7–5      |
| Поразка   | 1959 | Чемпіонат США        | Трава    | Марія Буено      | 1–6, 4–6      |
| Поразка   | 1961 | Вімблдонський турнір | Трава    | Анджела Мортімер | 6–4, 4–6, 5–7 |

### Парний розряд: 2 (1–1)
| Результат | Рік  | Турнір               | Покриття | Партнерка            | Суперниці                   | Рахунок       |
| --------- | ---- | -------------------- | -------- | -------------------- | --------------------------- | ------------- |
| Поразка   | 1959 | Вімблдонський турнір | Трава    | Беверлі Бейкер-Фляйц | Джінн Арт Дарлін Гард       | 6–2, 2–6, 3–6 |
| Перемога  | 1960 | Чемпіонат Австралії  | Трава    | Марія Буено          | Лоррен Коглан Маргарет Корт | 6–2, 5–7, 6–2 |

## Часова шкала турнірів Великого шлему в одиночному розряді
| W | Ф | ПФ | ЧФ | #Р | КТ | К# | DNQ | A | NH |

| Турнір               | 1957  | 1958  | 1959  | 1960  | 1961  | 1962  | 1963  | 1964  | 1965  | 1966  | 1967  | 1968  | 1969  | 1970  | 1971  | 1972  | 1973  | 1974  | Career SR |
| -------------------- | ----- | ----- | ----- | ----- | ----- | ----- | ----- | ----- | ----- | ----- | ----- | ----- | ----- | ----- | ----- | ----- | ----- | ----- | --------- |
| Чемпіонат Австралії  |       |       |       | ПФ    |       |       | 2р    |       | 3р    |       |       |       |       |       |       |       |       |       | 0 / 3     |
| Чемпіонат Франції    | 1р    | ЧФ    | П     |       | ЧФ    | 2р    | ПФ    | ЧФ    |       |       | 3р    |       |       |       |       |       |       |       | 1 / 8     |
| Вімблдонський турнір | ПФ    | 2р    | 2р    | ПФ    | Ф     | 3р    | 2р    | 2р    | ПФ    |       | 1р    | 2р    | 2р    |       | 2р    |       | 1р    | 3р    | 0 / 15    |
| Чемпіонат США        | 3р    | ЧФ    | Ф     | ПФ    | ЧФ    |       | ЧФ    |       |       |       |       |       | 3р    |       |       |       |       |       | 0 / 7     |
| SR                   | 0 / 3 | 0 / 3 | 1 / 3 | 0 / 3 | 0 / 3 | 0 / 2 | 0 / 4 | 0 / 2 | 0 / 2 | 0 / 0 | 0 / 2 | 0 / 1 | 0 / 2 | 0 / 0 | 0 / 1 | 0 / 0 | 0 / 1 | 0 / 1 | 1 / 33    |